# Campionato del mondo di Para Ice Hockey
Il Campionato del mondo di Para Ice Hockey (o hockey su slittino, o ancora ice sledge hockey) viene organizzato dal Comitato Paralimpico Internazionale. Dal 2008 è suddiviso in un gruppo A ed un gruppo B, cui dal 2016 si è aggiunto il gruppo C.

## Cadenza
La prima edizione si è svolta nel 1994 in Svezia, la seconda nel 2000 a Salt Lake City, località che due anni più tardi ospiterà anche le paralimpiadi. Per le prime quattro edizioni si è svolto con cadenza quadriennale.
Dal 2008, l'IPC ha ideato un calendario che prevedeva la disputa dei campionati continentali nell'anno successivo alla paralimpiade e quella del campionato del mondo nel secondo e nel terzo anno. Il torneo del terzo anno aveva valore anche come qualificazione per sei degli otto posti per le successive paralimpiadi (gli altri due andavano uno alla squadra della nazione organizzatrice delle paralimpiadi ed uno alla vincitrice di un torneo di qualificazione).
Nell'edizione del secondo anno dalla paralimpiade, al gruppo A erano iscritte le prime sette della precedente paralimpiade e la prima classificate dell'ultimo mondiale di gruppo B disputato; al termine, l'ultima classificata del gruppo A retrocedeva in gruppo B, mentre la prima del gruppo B veniva promossa nel gruppo A. Nell'edizione del terzo anno dalla paralimpiade, le prime sei classificate del gruppo A accedevano alla successiva paralimpiade, mentre le altre due sfidavano le prime due del gruppo B nel torneo di qualificazione olimpica.
Dopo due cicli, nel 2014 subito dopo le Paralimpiadi di Sochi 2014, il calendario fu cambiato: i mondiali di gruppo A e B si sarebbero tenuti nel primo e nel terzo anno dalle paralimpiadi, mentre il neonato gruppo C si sarebbe disputato nel secondo anno (ovvero nell'anno in cui si disputano i campionati continentali) e nell'anno delle paralimpiadi. Due le retrocessioni dal gruppo A al B (e altrettante le promozioni dal B all'A), una la retrocessione dal gruppo B al gruppo C (e altrettante le promozioni). La seconda edizione dei mondiali nel quadriennio varrà come qualificazione paralimpica: le prime cinque classificate del gruppo A avranno accesso diretto alle paralimpiadi, mentre le ultime tre classificate si giocheranno con le prime tre classificate del Gruppo B i due o tre posti (a seconda del risultato della squadra ospitante i giochi paralimpici) ancora disponibili in un torneo di qualificazione.
Dal 30 novembre 2016 la denominazione ufficiale è World Para Ice Hockey Championships, ovvero da quando il comitato paralimpico internazionale ha deciso di rinominare le dieci attività sportive poste sotto il suo ombrello, utilizzando per tutte il prefisso World Para.

## Albo d'oro

### Gruppo A
| Anno | Località                   | Podio       | Podio         | Podio         |
| Anno | Località                   | Oro         | Argento       | Bronzo        |
| ---- | -------------------------- | ----------- | ------------- | ------------- |
| 1996 | Nynäshamn Svezia           | Svezia      | Norvegia      | Canada        |
| 2000 | Salt Lake City Stati Uniti | Canada      | Norvegia      | Svezia        |
| 2004 | Örnsköldsvik Svezia        | Norvegia    | Stati Uniti   | Svezia        |
| 2008 | Marlborough Stati Uniti    | Canada      | Norvegia      | Stati Uniti   |
| 2009 | Ostrava Rep. Ceca          | Stati Uniti | Norvegia      | Canada        |
| 2012 | Hamar Norvegia             | Stati Uniti | Corea del Sud | Canada        |
| 2013 | Goyang Corea del Sud       | Canada      | Stati Uniti   | Russia        |
| 2015 | Buffalo Stati Uniti        | Stati Uniti | Canada        | Russia        |
| 2017 | Gangneung Corea del Sud    | Canada      | Stati Uniti   | Corea del Sud |
| 2019 | Ostrava Rep. Ceca          | Stati Uniti | Canada        | Corea del Sud |
| 2021 | Ostrava Rep. Ceca          | Stati Uniti | Canada        | RPC           |
| 2023 | Moose Jaw Canada           | Stati Uniti | Canada        | Rep. Ceca     |
| 2024 | Calgary Canada             | Canada      | Stati Uniti   | Rep. Ceca     |

### Gruppo B
| Anno | Località                | Podio         | Podio      | Podio       |
| Anno | Località                | Oro           | Argento    | Bronzo      |
| ---- | ----------------------- | ------------- | ---------- | ----------- |
| 2008 | Marlborough Stati Uniti | Corea del Sud | Rep. Ceca  | Estonia     |
| 2009 | Eindhoven Paesi Bassi   | Estonia       | Svezia     | Polonia     |
| 2012 | Novi Sad Serbia         | Russia        | Svezia     | Germania    |
| 2013 | Nagano Giappone         | Germania      | Giappone   | Regno Unito |
| 2015 | Östersund Svezia        | Corea del Sud | Svezia     | Slovacchia  |
| 2016 | Tomakomai Giappone      | Rep. Ceca     | Giappone   | Slovacchia  |
| 2019 | Berlino Germania        | Russia        | Slovacchia | Cina        |
| 2021 | Östersund Svezia        | Cina          | Germania   | Svezia      |
| 2023 | Astana Kazakistan       | Giappone      | Slovacchia | Svezia      |
| 2024 | Skien Norvegia          | Norvegia      | Germania   | Svezia      |

### Gruppo C
| Anno | Località                                         | Podio                                            | Podio                                            | Podio                                            |
| Anno | Località                                         | Oro                                              | Argento                                          | Bronzo                                           |
| ---- | ------------------------------------------------ | ------------------------------------------------ | ------------------------------------------------ | ------------------------------------------------ |
| 2016 | Novi Sad Serbia                                  | Austria                                          | Finlandia                                        | Belgio/Paesi Bassi                               |
| 2018 | Vierumäki Finlandia                              | Cina                                             | Finlandia                                        | Australia                                        |
| 2020 | Non disputato a causa della pandemia di COVID-19 | Non disputato a causa della pandemia di COVID-19 | Non disputato a causa della pandemia di COVID-19 | Non disputato a causa della pandemia di COVID-19 |
| 2022 | Bangkok Thailandia                               | Regno Unito                                      | Kazakistan                                       | Francia                                          |
| 2024 | Bangkok Thailandia                               | Finlandia                                        | Thailandia                                       | Austria                                          |

## Partecipazioni e piazzamenti

### Gruppo A
| Nazionale     | Nynäshamn 1996 | Salt Lake City 2000 | Örnsköldsvik 2004 | Marlborough 2008 | Ostrava 2009 | Hamar 2012 | Goyang 2013 | Buffalo 2015 | Gangneung 2017 | Ostrava 2019 | Ostrava 2021 | Moose Jaw 2023 | Calgary 2024 | Tot. partecipazioni |
| ------------- | -------------- | ------------------- | ----------------- | ---------------- | ------------ | ---------- | ----------- | ------------ | -------------- | ------------ | ------------ | -------------- | ------------ | ------------------- |
| Canada        | 3°             | 1°                  | 4°                | 1°               | 3°           | 3°         | 1°          | 2°           | 1°             | 2°           | 2°           | 2°             | 1°           | 13                  |
| Cina          | -              | -                   | -                 | -                | -            | -          | -           | -            | -              | C            | B            | 4°             | 4°           | 2                   |
| Corea del Sud | -              | -                   | -                 | B                | 7°           | 2°         | 7°          | B            | 3°             | 3°           | 4°           | 5°             | 5°           | 8                   |
| Estonia       | 4°             | 5°                  | 8°                | B                | B            | 8°         | B           | B            | -              | -            | -            | -              | -            | 4                   |
| Germania      | -              | -                   | 7°                | 5°               | 8°           | B          | B           | 6°           | 7°             | B            | B            | 8°             | B            | 6                   |
| Italia        | -              | -                   | -                 | 6°               | 6°           | 6°         | 6°          | 5°           | 5°             | 6°           | 7°           | 6°             | 7°           | 10                  |
| Giappone      | 6°             | 4°                  | 6°                | 4°               | 4°           | 7°         | B           | 8°           | B              | 8°           | B            | B              | 8°           | 9                   |
| Norvegia      | 2°             | 2°                  | 1°                | 2°               | 2°           | 5°         | 5°          | 4°           | 4°             | 5°           | 6°           | 7°             | B            | 12                  |
| Regno Unito   | -              | -                   | 5°                | -                | B            | -          | B           | B            | B              | B            | C            | B              | B            | 1                   |
| Rep. Ceca     | -              | -                   | -                 | B                | 5°           | 4°         | 4°          | 7°           | B              | 4°           | 5°           | 3°             | 3°           | 8                   |
| Russia        | -              | -                   | -                 | -                | -            | B          | 3°          | 3°           | -              | B            | 3°           | -              | -            | 3                   |
| Slovacchia    | -              | -                   | -                 | -                | -            | -          | B           | B            | B              | B            | 8°           | B              | 6°           | 2                   |
| Stati Uniti   | 5°             | 6°                  | 2°                | 3°               | 1°           | 1°         | 2°          | 1°           | 2°             | 1°           | 1°           | 1°             | 2°           | 13                  |
| Svezia        | 1°             | 3°                  | 3°                | -                | B            | B          | 8°          | B            | 6°             | 7°           | B            | B              | B            | 6                   |

Legenda:
-: squadra non iscritta a nessun campionato
B: squadra disputante il mondiale di gruppo B
C: squadra disputante il mondiale di gruppo C